# Adelheid van Parijs
Adelheid van Parijs (853 - Laon, 10 november 901) was een dochter van paltsgraaf Adalhard van Parijs. Zij werd in februari 875 de tweede echtgenote van koning Lodewijk II (de Stamelaar) van West-Francië. Het huwelijk werd niet door de kerk erkend. Ze is de moeder van koning Karel III (Karel de Eenvoudige).

## Biografie
Lodewijk trouwde onder dwang van zijn vader koning Karel de Kale met Adelheid. Hij moest hiervoor zijn eerste vrouw Ansgardis van Bourgondië verstoten, met wie hij al drie kinderen had. De kerk beschouwde het huwelijk met Adelheid daarom als ongeldig. Bij de kroning van Lodewijk in 878 weigerde de paus om Adelheid te kronen.
Toen Lodewijk in 879 stierf was Adelheid zwanger; haar zoon Karel werd vijf maanden na de dood van zijn vader geboren. Zijn recht op de troon was omstreden en de twee zoons uit het eerste huwelijk van Lodewijk, Karloman III en Lodewijk III, bestegen eerst de troon. Zij regeerden echter maar kort en stierven zonder erfgenamen. In 897 werd Adelheids zoon alsnog gekroond tot koning Karel III van West-Francië. Hij staat bekend als Karel de Eenvoudige. Haar dochter Irmtrudis (877-910) trouwde met Reinier I van Henegouwen.
Adelheid stierf in 901. Zij is begraven bij haar man, in het klooster van Notre-Dame te Compiègne.